# Adrião Ribeiro
Adrião Ribeiro Nepomuceno (Araçuaí, 8 de novembro de 1868 — Manaus, 14 de junho de 1929) foi um político brasileiro.
Homônimo de seu pai e de seu avô, o mineralogista Adrian Bach Nepomucký natural da Boêmia, que chegou ao Brasil em 1817 com a Expedição Austríaca e em 1819 se estabeleceu na vila do Calhao, depois, Freguesia de Santo Antônio de Arassuay, atual Araçuaí, no Vale do Jequitinhonha, em Minas Gerais que teve o nome traduzido para Adrião Ribeiro Nepomuceno. Seu pai foi comerciante e juiz de paz em 1864.

## Biografia
Em 1891 deixa Canavieiras na Bahia, cidade onde cresceu e segue para Belém do Pará onde trabalha com o amigo João Moreira Costa, dono da Casa de Pekin. Em 1893 muda-se para Manaus onde instala junto com o amigo uma casa comercial chamada Casa Pekin inaugurada em 1894  e no ano seguinte assume sua direção. e filiou-se ao Partido Republicano Federal de Eduardo Gonçalves Ribeiro (governador do Amazonas em 1890/1891 e 1892/1896). Era mais conhecido como Adrião Ribeiro simplesmente, ou como Coronel Adrião Ribeiro ,mas na verdade era tenente coronel da Guarda Nacional.
Elegeu-se pelo mesmo partido a intendente na eleição de 1898.
Em 1910 foi nomeado superintendente (prefeito) da cidade de Manaus, onde permaneceu até 1911, quando entregou o cargo ao primeiro prefeito eleito pelo voto do estado do Amazonas, o senador Jorge de Morais
Em 1914, junto com Antônio Guerreiro Antony, Manoel Francisco Machado, Antônio Clemente Ribeiro Bittencourt, Joaquim José da Silva Paes Sarmento, Heliodoro Balby, Francisco Ferreira Lima Bacury, desembargador José Lucas Raposo da Câmara, Secundino da Silva Salgado e Bento Ferreira Marques Brazil, fundou o Partido Liberal do Amazonas 
Era o prefeito de Manaus durante o bombardeio da cidade em 1910.
Foi um dos fundadores da Associação Amazonense Propagadora das Belas-Artes, da qual foi o primeiro tesoureiro, depois, Academia Amazonense de Belas Artes e atual Pinacoteca do Estado do Amazonas.
Era o dono da conhecida Casa Pekin (na época, ponto de referência internacional).
Casou-se em 24 de julho de 1897 com Rosa Frazão Ribeiro, natural de São Luís, no Maranhão, e teve oito filhos, dos quais José Frazão Ribeiro foi prefeito de Manaus de 1946 a 1947.

### O bombardeio de Manaus
Adrião Ribeiro Nepomuceno era o Prefeito de Manaus durante o fracassado golpe dado pelo vice-Governador  Antônio Gonçalves Pereira de Sá Peixoto, que destituiu Antônio Clemente Ribeiro Bittencourt com uma ata falsa do Congresso do Amazonas, em 7 de outubro de 1910 e, na manhã do dia, seguinte a bordo do Comandante Freitas, capitânea da flotilha do Amazonas, acompanhou o bombardeio de Manaus, o prefeito Adrião Ribeiro enviou o seguinte telegrama ao Sr. Nilo Peçanha, presidente da República.
"O Município de Manaus protesta perante todas autoridades federais e a imprensa de todo o País contra o inaudito atentado perpetrado pelas forças de terra e de mar federais bombardeando uma cidade indefesa como se a população amazonense fosse cidade inimiga da Pátria.
O Coronel comandante da inspeção mandou ao governador declarar por ordem reservada do governo federal que arrasará a cidade caso não queira entregar governo ao vice-governador. assinado: Adrião Ribeiro Nepomuceno."
No dia seguinte foi substituído do cargo de superintendente por Carlos Studart, porém no dia 28 do mesmo mês, por ordem do presidente Nilo Peçanha, o governo e a superintendência voltam aos seus respectivos titulares.
Durou apenas vinte dias. Todos os atos jurídicos praticados pelos golpistas no poder foram desfeitos ou tornados nulos. Os oficiais militares envolvidos receberam a ordem "...se considere preso, siga para o Rio de janeiro". Houve mortos e feridos, casas destruídas: o Palácio do Governo, o Teatro Amazonas, a Igreja dos Remédios, o Quartel General; o ginásio (hoje Colégio Estadual D. Pedro II), o Hospital da Beneficência Portuguesa, o Hospital Militar, o Mercado Adolpho Lisboa, entre outros, foram alvejados.